# Conrad Aiken
Conrad Potter Aiken (Savannah, Geórgia, 5 de agosto de 1889 – Savannah, 17 de agosto de 1973) foi um poeta, ficcionista, antologista e crítico norte-americano. Líder dos novos poetas que apareceram logo depois da Primeira Guerra Mundial.

## Obra
Autor entre outros livros de:
- Terra Triunfante, 1914
- Poemas Escolhidos (Prémio Pulitzer de Poesia, em 1929)
- John Deth, 1930
- A Conversação, 1940
- Grande Antologia da Poesia Americana